# 罗特韦尔上方齐默恩
罗特韦尔上方齐默恩是德国巴登-符腾堡州的一个市镇。总面积33.76平方公里，总人口5878人，其中男性2897人，女性2981人（2011年12月31日），人口密度174人/平方公里。